# 帕卡德·贝尔
帕卡德·贝尔（全稱：Packard Bell B.V.）是宏碁的子公司，其前身則是美國的科技公司，成立於1926年。

## 歷史
- 1926年，成立Jackson Bell。
- 1933年，更名帕卡德·贝尔。
- 1986年6月8日，Teledyne收購eMachines。
- 2006年9月，Gateway的子公司eMachines收購Packard Bell。
- 2007年10月16日，宏碁收購Gateway及子公司eMachines，但不包括帕卡德·贝尔。
- 2008年1月，宏碁收購帕卡德·贝尔。

## 外部連結
- （英文）Packard Bell全球（页面存档备份，存于）